# لازلو فازيكاس
لازلو فازيكاس (بالمجرية: Fazekas László)‏ (بالمجرية: László Fazekas)، من مواليد 15 أكتوبر 1947 في بودابست في هنغاريا ، لاعب كرة قدم هنغاري سابق.
لعب مع منتخب هنغاريا لكرة القدم.

## مسيرته الكروية
لعب لازلو فازيكاس خلال مسيرته الاحترافية مع 3 أندية في واحد وعشرون موسمًا وسجل خلالها 300 هدف ضمن 547 مباراة. حيث فاز في ثلاثة مواسم بالكأس وفي تسعة مواسم بالدوري.
خاض لازلو فازيكاس مسيرته مع نادي أويبست في موسم 1965 ليلعب معه ستة عشر موسمًا، مشاركًا في 408 مباراة سجل خلالها 252 هدف. ثم انتقل إلى نادي رويال أنتويرب في موسم 1980–81 ليلعب معه أربعة مواسم، حيث شارك في 111 مباراة سجل خلالها 38 هدفًا. لينتقل بعدها إلى نادي سينت ترويدن في موسم 1984–85 لمدة موسم واحد، مشاركًا في 28 مباراة سجل خلالها 10 أهداف.

## روابط خارجية
- لازلو فازيكاس على موقع الاتحاد الدولي (مؤرشف)  (الإنجليزية)
- لازلو فازيكاس على موقع قاعدة بيانات كرة القدم.إي يو (الإنجليزية)
- لازلو فازيكاس على موقع ناشيونال فوتبول تيمز (الإنجليزية)
- لازلو فازيكاس على موقع عالم كرة القدم.نت (الإنجليزية)
- لازلو فازيكاس على موقع أوليمبيديا (الإنجليزية)